# 銀座っ子物語
銀座っ子物語（ぎんざっこものがたり）は1961年製作の日本映画（大映）である。劇場公開は1961年1月3日。海外公開時のタイトルはThe Ginza Three Boys。

## あらすじ
銀座の呉服屋『帯清』の三兄弟(川崎敬三/川口浩/本郷功次郎)は、三人ともスポーツ万能で近所で評判の好青年。ただ着物には誰ひとりとして興味がなく、跡を継ぐ気配がない。そんな三人が揃って、偶然出会った美女 千加美(若尾文子)に恋をする。彼女のハートを射止めるのは誰か？そして『帯清』の跡継ぎは…。

## スタッフ・キャスト

### スタッフ
以下のスタッフ名は特に記載のない限り国立映画アーカイブに従った。
- 監督・脚本：井上梅次
- 脚本：笠原良三
- 企画：原田光夫
- 製作：永田雅一
- 撮影：中川芳久
- 音楽：大森盛太郎
- 美術：仲美喜雄
- 編集：鈴木東陽
- 録音：西井憲一
- 照明：渡辺長治
- スチール：薫森良民[2]

### キャスト
以下の出演者名と役名は特に記載のない限り国立映画アーカイブに従った。
- 若尾文子 - 秋山千加美
- 二代目 中村雁治郎[2] - 宝井清吉
- 川崎敬三 - 宝井一郎
- 本郷功次郎 - 宝井修三
- 江波杏子 - 桃子
- 野添ひとみ - セツ子
- 角梨枝子 - 悦子
- 川口浩 - 宝井雄二
- 三益愛子 - 宝井きく
- 森川信 - 手塚
- 若松和子 - 米太郎[2]
- 矢島ひろ子 - 芸者千代駒
- 宮川和子 - 芸者秀也
- 十朱久雄 - 「福楽」の隠居
- 安部徹 - 西藤
- 清川玉枝 - さと江[2]
- 紺野ユカ - フー子
- 中條靜夫[4]
- 三角八郎
- 谷謙一 - 支配人
- 花布辰男 - 署長
- 大山健二 - 秋山四郎
- 竹内哲郎
- 橋本力[4]
- 津田駿二
- 水村晃 - デカ
- 大川修
- 中原健
- 有川雄 - 木戸
- 武江義雄 - 木村
- 竹里光子
- 三島愛子
- 藍三千子
- 田中三津子 - 芸者〆福
- 三保まりこ - 芸者染吉
- 美山かほる
- 有明マスミ
- 小笠原まりこ
- 加治夏子
- 成田昇二 - 吉田
- 佐山真次
- 吉葉司郎
- 長田健二
- 松本幹二
- 仲村隆 - 後輩B
- 伊奈久男
- 篠崎一豊 - 後輩C
- 網中一郎 - 後輩A
- 阿部幸四郎

## 同時上映
- 『花くらべ狸道中』